# 武陵贯众
武陵贯众（学名：Cyrtomium wulingense）为鳞毛蕨科贯众属下的一个种。

## 扩展阅读
- 維基物種上的相關：武陵贯众